# Bosquerola emmascarada de Chiriquí
La bosquerola emmascarada de Chiriquí (Geothlypis chiriquensis) és un ocell de la família dels parúlids (Parulidae).

## Hàbitat i distribució
Habita zones humides i sabanes del sud-oest de Costa Rica i Panamà.